# Срока, Магдалена
Магдалена Йоанна Срока (пол. Magdalena Joanna Sroka), при рождении Вольтер (пол. Magdalena Wolter) — польская офицер полиции и политик, депутат Сейма IX и X созывов, лидер партии «Согласие» с конца 2022 по октябрь 2023 года.

## Биография
Родилась 15 июля 1979 года в Гданьске.
В 2003 году окончила Академию физического воспитания и спорта имени Анджея Снядецкого в Гданьске, а с 2006 Гданьский университет.
Сразу после окончания учёбы стала работать в польской полиции, где дослужились до звания Комиссара полиции. Во время службы в полиции занималась организацией охраны важнейших государственных лиц, в том числе и Президента Польши на массовых мероприятиях в Поморском воеводстве.
В 2018 году занялась политикой и на ближайших местных выборах избрана в Сеймик Поморского воеводства (как член партии «Согласие» по спискам «Права и справедливости»), получив 9689 голосов.
На парламентских выборах 2019 года избрана в Сейм IX созыва с результатом 9349 голосов.
8 января 2020 года назначена пресс-секретарем партии «Согласие».
В октябре 2020 года выразила протест решению Конституционного трибунала и поддержала протесты против полного запрета абортов. В феврале 2021 года поддержала принятие законопроекта, допускающий аборты в случае, если смерть ребёнка неизбежна внесённого президентом.
10 декабря 2022 года стала новым председателем партии «Согласие», сменив Ярослава Говина. С 2023 года перешла в Польскую народную партию.